# 牛津縣 (緬因州)
牛津縣（英語：Oxford County）是美国缅因州西部的一個縣，北鄰加拿大，西鄰新罕布什尔州，面積5,634平方公里。根據2020年美國人口普查，共有人口57,777人。縣治帕里斯（Paris）。該縣成立於1805年3月4日，縣名來自麻薩諸塞州的同名城市。